# Grannäs
Grannäs, by och finnbosättning vid sjön Grannäsen i Alfta socken i Ovanåkers kommun, som grundades av skogsfinnar under 1500-talet. 
Grannäs kan ha grundats av två skogsfinska bröder, Knut och Mats Pekainen mellan 1607 och 1613. Grannäs nämns i ett så kallat "nedsättningsbrev" undertecknat av Gustav II Adolf i Kopparberget den 5 november 1613. År 1639 gjorde lantmätaren Olof Tresk mätningar och beskriver de två finngårdar på platsen, en på norra sidan av sjön Grannäsen och en på södra sidan av sjön, där fäbodvallen Västra Grannäs ligger. 
Det förekom åkerbruk i Grannäs fram till 1960-talet, men byn har numera inte bofasta invånare.
Under 2005 startade Mittuniversitetet arkeologiska utgrävningar i byn.